# Kwinella
Kwinella (Schreibvariante: Kwinella Sansan Kono und Kwinella Nya Kunda) ist eine Ortschaft im westafrikanischen Staat Gambia.
Nach einer Berechnung für das Jahr 2013 leben dort etwa 787 Einwohner, das Ergebnis der letzten veröffentlichten Volkszählung von 1993 betrug 711.

## Geographie
Kwinella liegt in der Lower River Region im Distrikt Kiang Central. Der kleine Ort ist rund 29 Kilometer westlich von Soma und rund 12,5 Kilometer nördlich von Sankandi entfernt. Er liegt der South Bank Road, Gambias wichtigster Fernstraße. Nach Norden zweigt eine Straße nach Tendaba ab.

## Kultur und Sehenswürdigkeiten
Zwischen Batelling und Kwinella ist ein historischer See als Kultstätte unter dem Namen Mofadinka bekannt. Weitere Kultstätten in Kwinella sind:
- Namba Tinti: historischer Stätte
- Mamkoto: historische Höhle (oder Kaverne)
- Kumpa: historische Stätte
- Kunyabali: historische Stätte
- Bulangkeling Semani: religiöser Gebetsplatz
- Mamakara Taba: historischer Baum